# Il terzo segreto (film)
Il terzo segreto (The Third Secret) è un film del 1964 diretto da Charles Crichton.
È stato il film di esordio dell'attrice premio Oscar Judi Dench.

## Trama
Uno stimato psicoanalista muore per una ferita d'arma da fuoco, dichiarando alla domestica, che gli è accanto negli ultimi istanti, di essersi voluto togliere la vita. Un ex-paziente del defunto, non accettando questa spiegazione dell'accaduto, inizia ad indagare di propria iniziativa, per scoprire se possa essersi invece trattato di un omicidio. Entra così in contatto, uno per uno, con gli altri pazienti avuti in cura dal dottore, il quale aveva insegnato alla figlia questo indovinello: «Il primo segreto è quello che non diciamo agli altri, il secondo segreto è quello che non diciamo a noi stessi, e il terzo segreto... qual è?».

## Produzione
Prodotto dalla britannica Hubris Productions. Il montaggio finale vide una parziale modifica della sceneggiatura: i pazienti del dott. Whitset erano inizialmente cinque; le scene girate da Patricia Neal come una di essi vennero eliminate. Nella versione originale rimane traccia della modifica nella scena in cui Catherine dice ad Alex di conoscere il nome dei quattro pazienti, mentre dal labiale dell'attrice si nota che pronuncia "cinque"; la battuta venne modificata col doppiaggio nella post-produzione.

## Distribuzione
Distribuito dalla 20th Century Fox, uscì nelle sale britanniche nel febbraio 1964, mentre in quelle italiane il 1º luglio dello stesso anno, col divieto di visione ai minori di 14 anni.

## Critica
Il Morandini commenta: «Maltrattato dalla critica londinese perché pretenzioso, appesantito da dialoghi prolissi di carattere filosofico, è, invece, su sceneggiatura di Robert L. Joseph, un giallo psicologico anomalo e intrigante, forse un po' macchinoso nel mosaico delle storie, ma non mai banale».